# Ribs-familien
Ribs-Familien (Grossulariaceae) har kun én slægt, og beskrivelsen af udbredelse og kendetegn skal altså søges dér.
| Slægter |

- Ribs-slægten (Ribes)